# Izba Reprezentantów Ludowych
Izba Reprezentantów Ludowych (hiszp. Cámara de los Représentantes del Pueblo) - niższa izba parlamentu Gwinei Równikowej, główny organ władzy ustawodawczej w tym kraju. Składa się ze 100 członków wybieranych na pięcioletnią kadencję z zastosowaniem ordynacji proporcjonalnej. Bierne prawo wyborcze przysługuje obywatelom w wieku przynajmniej 25 lat, zamieszkałym na terenie okręgu wyborczego, w którym kandydują. O wybór nie mogą ubiegać się osoby posiadające podwójne obywatelstwo, duchowni wszystkich wyznań oraz osoby skazane za niektóre rodzaje przestępstw, m.in. przestępstwa przeciwko życiu i zdrowiu oraz wyborcze. Członkowie partii politycznych nie mogą kandydować z list innej partii niż ta, do której należą. 